# 堀越公方
堀越公方（ほりごえくぼう/ほりこしくぼう）是室町時代在關東的公方之一。根據地在伊豆堀越（静岡縣伊豆之國市）。

## 經過
長祿元年（1457年），室町幕府8代將軍足利義政為了對抗和幕府对立的古河公方足利成氏，命令異母兄天龍寺香嚴院主足利政知還俗。翌2年（1458年），政知被幕府任命为新的关东公方，從京都前往關東。但是，政知無法進入成氏勢力之下的鎌倉，所以停留在伊豆堀越，造成古河和堀越有兩公方並立的狀況。
明應元年（1491年），政知病殁，茶茶丸就任2代堀越公方。明應4年（1495年），伊勢盛時（即后来的北条早雲）攻入堀越公方的居城堀越御所，茶茶丸被流放，堀越公方滅亡。之後，茶茶丸投靠山內上杉家、武田氏，企圖奪回伊豆，明應7年（1498年）在甲斐被盛時俘虏後自戕。

## 歷代堀越公方
1. 足利政知（在任：1457年 - 1491年）
2. 足利茶茶丸（在任：1491年 - 1493年（有異說））

## 脚注
1. ↑  神奈川県、P921 - P928、静岡県、P462 - P466、石田、P144 - P145。
2. ↑  神奈川県、P946 - P949、P963 - P964、静岡県、P478 - P481、石田、P274、P285 - P287。

## 關連項目
- 享德之亂
- 長享之亂（日语：長享の乱）